# Gerrit van Hofwegen

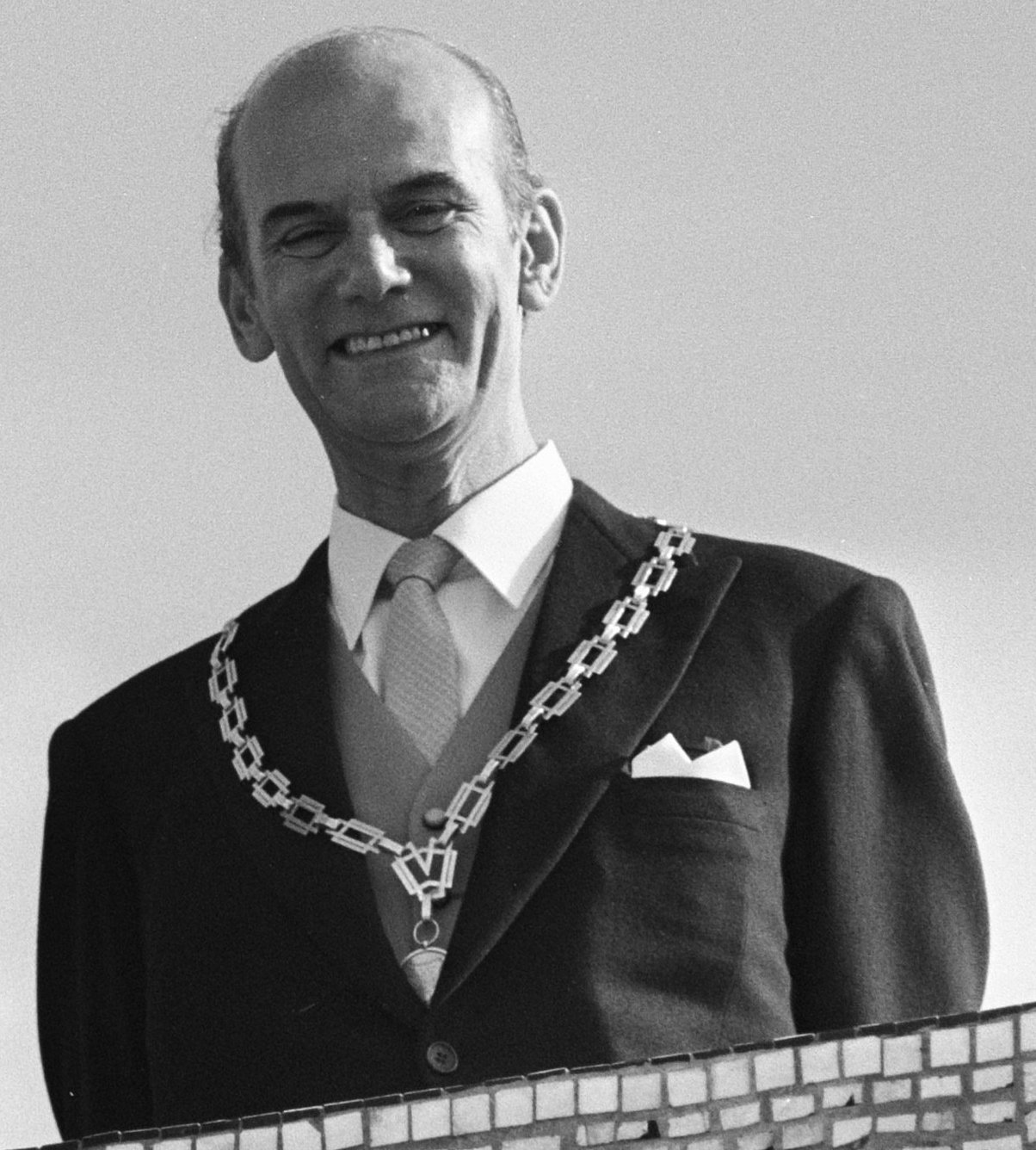
Burgemeester G. van Hofwegen (1970)

Gerrit van Hofwegen (Gouda, 12 april 1920 – Rotterdam, 5 juni 1981) was een Nederlands politicus van de ARP en later het CDA.
Zijn vader had een aannemingsbedrijf in Gouda. In september 1938 ging hij zelf als volontair werken bij de secretarie van de gemeente Reeuwijk. Hierna was hij achtereenvolgens werkzaam bij de gemeentesecretarieën van Stolwijk, Reeuwijk, Gouda, Almkerk en Loenen aan de Vecht. Bij die laatste gemeente werd hij in 1945 de gemeentesecretaris. In mei 1961 werd Van Hofwegen benoemd tot burgemeester van De Lier en vanaf februari 1968 was hij de burgemeester van Barendrecht. Tijdens dat burgemeesterschap overleed hij midden 1981 op 61-jarige leeftijd.